# 轟橋 (大分県)
轟橋（とどろばし）は、大分県豊後大野市の大野川水系奥岳川に架かる石造2連アーチ橋である。

## 概要
奥岳川が轟川と合流する地点のすぐ上流に架かる橋である。2連アーチの径間は、右岸側が32.1m、左岸側が26.2mで、右岸側の径間は日本国内の石橋で最長である。なお、轟橋の約80m下流に架かる出會橋は径間29.3mで、轟橋に次ぐ日本国内第2位である。
この橋付近の奥岳川の渓谷の峻崖にはしゃくし岩と呼ばれる柱状節理が見られ、石橋とともに絶景を成している。

## 歴史
1934年（昭和9年）に傾山山麓の国有林の木材を搬出する森林鉄道のトロッコの軌道橋として、竹田営林署によって架橋された。1955年（昭和30年）にこの鉄道が廃止された後は、両側を約0.6m拡幅した上で道路橋として使用されており、豊後大野市の市道となっている。
2016年4月の熊本地震の影響で轟橋下方の岩壁が崩落したため、轟橋は全面通行止めとなり、渇水期の2016年11月から2017年5月にかけて復旧工事が行われている。

## 交通
- 自動車 - 道の駅きよかわから、以下のいずれかの経路で、高千穂方面へ約20分[7]
  - 国道502号 - 大分県道45号宇目清川線 - 大分県道688号中津留轟牧口停車場線
  - 国道502号 - 大分県道410号牧口徳田竹田線